# Expresionismul german (film)
Expresionismul german în film este un termen specific utilizat pentru a acoperi puternica influență a curentului artistic al expresionismului german, precum și a unei serii de mișcări artistice care au apărut în Germania în preajma primului război mondial (precum și după aceea), făcând parte din termenul generic Cultura Republicii Weimar, mișcări care au atins apogeul în Berlinul anilor 1920.
Expresionismul german este o mișcare artistică și culturală apărută în cadrul mai larg al expresionismului european din arta și cultura Europei a anilor 1900 și 1910, făcând parte din arta începutului de secol al XX-lea, dar și ulterior, în perioada anilor 1920, când atinsese apogeul său, apoi diminuată la începutul anilor 1930, fiind stopată brusc și brutal de către propaganda nazistă, care a categorizat-o ca fiind „artă degenerată”.

## Expresionismul german în diferite arte
Expresionismul, ca unul din cele mai influente mișcări ale secolului XX, s-a răspândit în toate mediile: arhitectură, muzică, pictură și sculptură. Arhitectura, deoarece aduce trăirile interioare ale individului către mulțime, a fost mult timp legată de ideile de bază ale expresionismului german.
Mișcarea în pictură a început din 1905 cu grupul Die Brücke (Podul) din Dresden, răspândindu-se mai târziu și în Berlin, și Der Blaue Reiter (Călărețul albastru) în München din 1911.
Teatrul de asemenea a făcut parte din mișcare expresionistă , datorită dramaturgilor precum Georg Kaiser și Ernst Toller influențați de Frank Wedekind în legătură cu ce putea fi arătat pe scenă.
Cinemaul expresionist german e cea mai cunoscută parte a mișcării. În timpul reclădirii de după Primul Război Mondial, industria germană de filme era foarte productivă, dar din cauza dificultăților finaciare ale vremii, producătorii nu puteau să facă filme care să rivalizeze cu cele de la Hollywood, luxoase și extravagante. Așa că producătorii studioului UFA și-au dezvoltat propriul stil, folosind simbolism și mise en scène pentru a da adâncime și emoție subiectului.

## Anii 1920 și 1930 (în film)

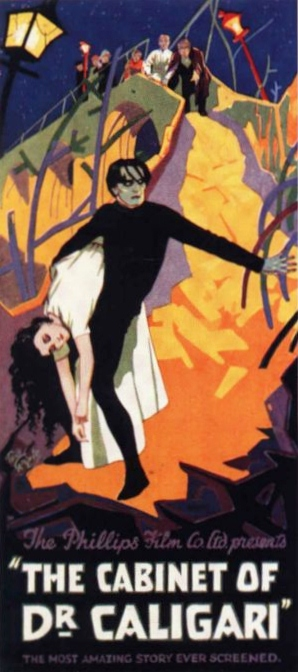
Posterul filmului Cabinetul doctorului Caligari (1920), producție reprezentativă a acestui curent artistic.

Primele filme expresioniste, Das Cabinet des Dr. Caligari (1920), Der Golem, wie er in die Welt kam (1920), Der müde Tod (1921), Nosferatu (1922), Phantom (1922), Schatten - Eine nächtliche Halluzination (1923), și Der letzte Mann (1924), au fost versiuni filmate, elaborate și exagerate ale unor povești simple.
Actorul expresionist Fritz Kortner a jucat în filme vieneze și filme din Berlin. Mișcarea Dada era în vogă prin elita artistică a anilor 1920, și toate culturile europene ale vremii au adoptat o etică a schimbării, și o dorința de a încerca noi și diverse stiluri artistice. Primele filme expresioniste au compensat lipsa unui buget mare folosind decoruri nerealistice, absurde geometric,și designuri extcentrice. Subiectele acestor filme se roteau în jurul motivului agoniei, nebuniei, trădării, și alte teme "intelectuale" (spre deosebire de filmele clasice de aventură sau romantice); denumirea germană a acestei forme de film este Kammerspielfilm ("film de cameră"). Printre filmele târzii care încă fac parte din scurta istorie a expresionismului german se numără Metropolis (1927) și M (1931), ambele regizate de Fritz Lang.
Însă non-realismul dus la extreme al expresionismului, care a durat puțin și foarte curând curentul a murit (împreună cu dadaismul). Dar temele expresionismului aveau să fie incluse în filmele anilor 1920 și 1930, rezultând într-un control artistic asupra scenografiei pentru a simula starea emoțională transmisă. Această școală întunecată a filmului a fost adusă în America când naziștii au preluat puterea și mai mulți producători au fost forțați să se mute la Hollywood. Acolo au găsit mai multe studiouri pregătite să le adopte stilul.
Două genuri influențate puternic de expresionism au fost filmele horror și film noir. Carl Laemmle și Universal Studios și-au câștigat o reputație făcând clasicele filme horror ale vremii precum Lon Chaney's The Phantom of the Opera. Emigranți germani, precum Karl Freund (care a lucrat la Dracula , versiunea din 1931), au pus bazele stilului filmelor studioului Universal ce vor urma. Regizori, ca Fritz Lang, Billy Wilder, Otto Preminger, Alfred Hitchcock, și Michael Curtiz au introdus stilul expresionist în dramele anilor 40, continuând tradiția.

## Filme recente influențate de expresionismul german
Filmul din 1979 al lui Werner Herzog, Nosferatu-eine Phantom der Nacht, este un tribut adus lui F.W.Murnau și capodoperei sale,Nosferatu – Simfonia groazei . Filmul se folosește de tehnici tipici expresioniste și de întâmplări simbolice pentru a transmite mesajul.
Blade Runner, în regia lui Ridley Scott se folosește din plin de elemente expresioniste, și e unul din numeroasele exemple când mișcarea influențează un film SF.
În filmografia regizorului Tim Burton se află o varietate de adaptări fidele și ambițioase a stilului expresionist german. Filmul său din 1992, Batman Returns e deseori numit ca cea mai modernă încercare de a captura esența stiului. Designul colțuros și sever al clădirilor din Gotham City evocă sentimentul de amenințare prezent în filmul Metropolis al lui Lang. Alte legături sunt, de exemplu, asemănarea dintre numele răufăcătorului Max Shreck interpretat de Christopher Walken și vedeta din Nosferatu, Max Schreck. De asemenea, figura sinistrului Pinguin amintește de misteriosul Caligari din Das Cabinet des Dr. Caligari
Influențele lui Burton sunt evidente și în Edward Mâini-de-foarfecă. Imaginea personajului Edward Mâini-de-foarfecă se aseamănă, nu coincidental, de somnambulistul Cesare din Das Cabinet des Dr. Caligari. Burton eliberează o neliniște în suburbie sa colorată, unde tensiunea este în sfârșit demascată de apariția lui Edward și de casa sa, castelul gotic. Burton tranformă povestea din Caligari după modelul său, punând somnambulistul macabru în locul eroului, și sătenii ca personaje negative.
"Look"-ul deja familiar al personajului lui Caligari se reflectă și în filmul The Crow, în personajul lui Brandon Lee: Costum negru, strâns, machiajul palid și cearcănele groase, întunecate.

## Alte exemple (în film)
- Friedrich Wilhelm Murnau 1927 —Sunrise: A Song of Two Humans (Film produs la Hollywood)
- Filmul lui Woody Allen din 1992, Shadows and Fog este un tribut adus expresionismului; subiectul fiind luat din M iar vizualul din Nosferatu – Simfonia groazei
- Versiunea din 1967 a filmului cu James Bond, Casino Royale are o secvență filmată în manieră expresionistă. Filmul, fiind o parodie, arată dificultatea de a urca scările "expresioniste" în timp ce ești nebun.
- Sin City (2005) este de asemenea numit ca o încercare de revenire la acel stil.
- Red Hot Chili Peppers au folosit elemente expresioniste în videoclipul piesei Otherside (2000). Același lucru au făcut și Good Charlotte pentru melodia Predictable și Rob Zombie în videoclipul pentru Living Dead Girl.
- Videoclipul rock din filmul Queen of the damned al trupei fictive "The Vampire Lestat" împarte același peisaj expresionist cu Das Cabinet des Dr Caligari
- Filmul Dr. Caligari (1989) de Stephen Sayadian. Neo-expresionism german amestecat cu suprearealism.

## Cinema și arhitectură
Mulți critici văd o legătură directă dintre cinema și arhitectură: scenografia și arta din filmele expresioniste dezvăluie clădiri cu unghiuri ascuțite, înălțimi mari, și medii aglomerate, de exemplu, Turnul Babel din filmul Metropolis.